# ブライアン・ローラー
ブライアン・ローラー（Brian Christopher Lawler、1972年1月10日 - 2018年7月29日）は、アメリカ合衆国のプロレスラー。テネシー州メンフィス出身。
ブライアン・クリストファー（Brian Christopher）、グランマスター・セクセイ（Grandmaster Sexay）のリングネームで知られる。父親はジェリー "ザ・キング" ローラー。

## 来歴
1988年、USWAにてプロレスラーとしてのキャリアを開始。"トゥー・セクシー" ブライアン・クリストファー（"Too Sexy" Brian Christopher）をリングネームに、エゴイスト系のヒールとなって活躍。父であるジェリー・ローラーを始め、ジミー・バリアント、ジェフ・ジャレット、ビル・ダンディー、トム・プリチャード、トミー・リッチ、ビリー・ジャック・ヘインズといった大物たちと抗争を繰り広げ、1992年から1997年にかけてUSWAヘビー級王座を通算25回獲得した。
その間の1994年10月、IWAジャパンに初来日。ダーク・パトリオットと組んでIWA世界タッグ王座の初代王者決定リーグ戦（2ブロック各4チームによる総当たり戦）に出場して2勝を挙げたが、ディック・スレーター&荒谷信孝に敗れ、各ブロックの上位2チームによる決勝戦には進めなかった。
1997年6月より、USWA時代と同じくヒールのポジションでWWFに登場。参戦当初はライトヘビー級戦線で活動し、WWFライトヘビー級王座決定トーナメントでは決勝まで進んだが、決勝戦でTAKAみちのくに敗れた。翌1998年、スコット "トゥー・ホット" テイラーをパートナーにトゥー・マッチ（Too Much）なるタッグチームを結成。同年3月29日のレッスルマニアXIVで行われたWWFタッグ王座挑戦者決定タッグバトルロイヤルにも出場した。

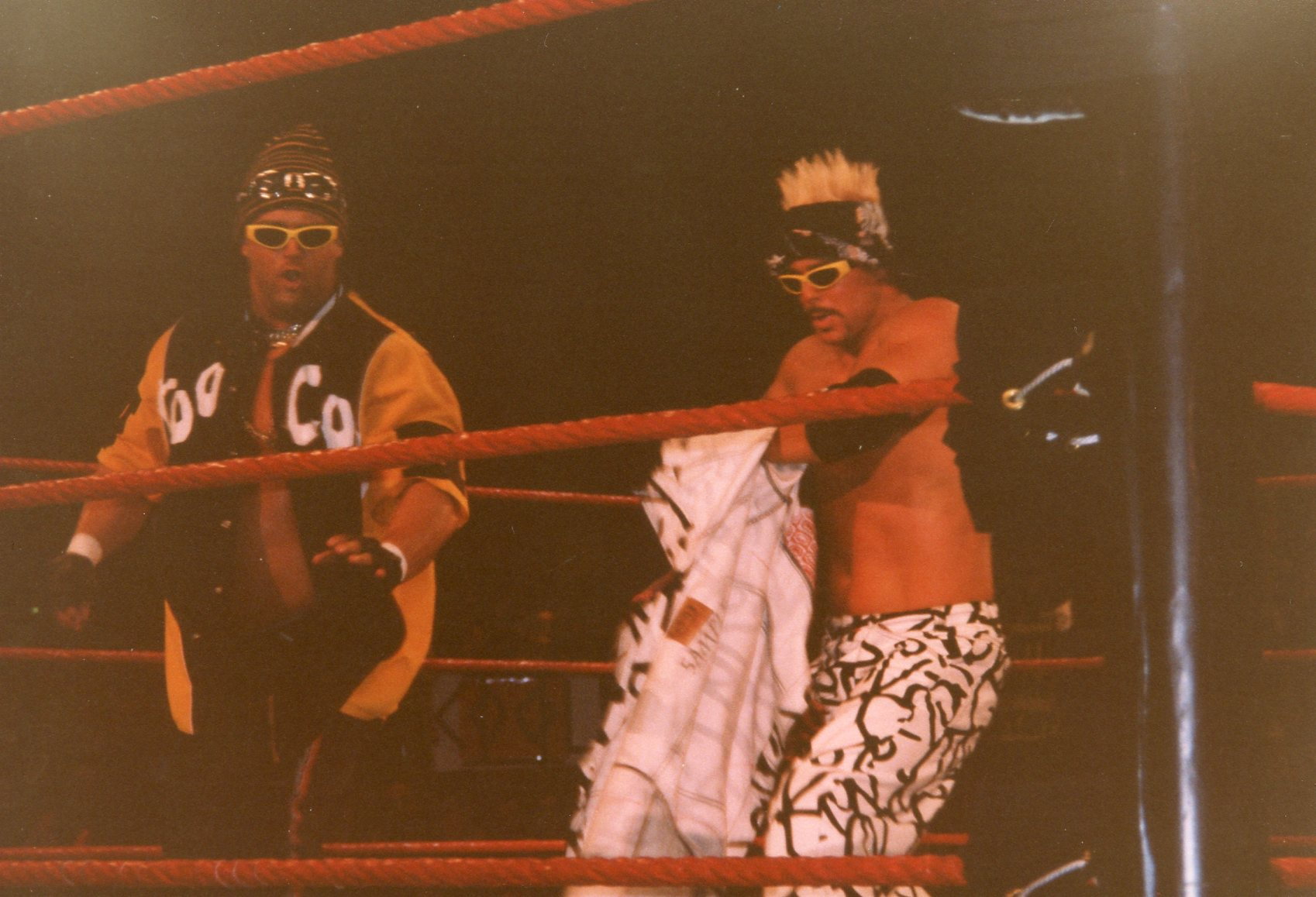
トゥー・クール（左がグランマスター・セクセイ、右がスコッティ・2・ホッティ）

以降もスコットとのコンビで活動し、1999年5月より自身のリングネームをグランマスター・セクセイ（Grandmaster Sexay）と変更。スコットもスコッティ・2・ホッティ（Scotty 2 Hotty）と改名し、チーム名もトゥー・クール（Too Cool）と改め、白人のヒップホップ・デュオにギミックを一新。同年後半にはリキシを交えたベビーフェイスのダンス系ユニットとなって活躍し、2000年3月29日のRAWにてエッジ&クリスチャンから世界タッグ王座を奪取した。
2000年後半、リキシが裏切りユニットから脱退。2001年2月にはスコッティが椎間板を手術することになり長期間離脱。一人となったセクセイはスティーブ・ブラックマンを勧誘して新チームを組んだが、シェイン・マクマホンとステファニー・マクマホン率いるアライアンスの侵食とともに出番はなくなり、果てには違法薬物をアメリカからカナダへ運んでいたことが発覚して解雇となった。
WWF解雇後は2002年2月にWWA、6月からはTNAへと移籍し、2004年まで活動。同年4月にはWWEに復帰したが短期間で再解雇された。
以降はインディー団体での活動が中心となり、メンフィス・レスリングやUWF Liveなどに出場。UWF Liveではスコッティ&リキシと組んでトゥー・クールを再結成している。2009年11月にはハルク・ホーガンがオーストラリアにて開催したハルカマニアに参戦した。
2011年3月14日、WWEのRAWにて父ジェリー・ローラーとマイケル・コールの抗争アングルにおいて登場し、ジェリーを非難するプロモーションを行った。
2017年9月23日、インディー団体BTW（ビッグ・タイム・レスリング）のサウスカロライナ州スパータンバーグでのTVショーにおいて、ジェリー・ローラー&ダグ・ギルバートとトリオを組み、テリー・ファンク&ロックンロール・エクスプレス（リッキー・モートン&ロバート・ギブソン）と6人タッグマッチで対戦した。
2018年7月29日、飲酒運転のため収監されていたテネシー州の監獄にて首吊り自殺を遂げ、死亡した。46歳没。

## その他
- WWFデビュー当初はジェリーがブライアンを息子だと認めていないアングルが組まれ、ブライアンが試合する際には実況のジム・ロスがブライアンはジェリーの息子だということを仄めかす発言を繰り返していた。

## 得意技
- ヒップホップ・ドロップ

コーナートップから仕掛けるダイビング・レッグ・ドロップ。コーナートップ上でゴーグルを着用してから放つ。
- セクセイ・フェイスバスター
- ドロップキック
- スーパーキック

## 獲得タイトル
WWF
- WWF世界タッグ王座：1回（w / スコッティ・2・ホッティ）[5][6]

USWA
- USWAヘビー級王座：25回[1]
- USWAジュニアヘビー級王座：1回
- USWA南部ヘビー級王座：8回
- USWAテキサス・ヘビー級王座：1回
- USWA世界タッグ王座：6回（w / ビッグ・ブラック・ドッグ、スコッティ・アンソニー、ジェフ・ジャレット×2、エディ・ギルバート、ウルフィー・D）

他、米インディー団体を中心に多数のタイトルを獲得。